# Rodolfo de Zorzi
Rodolfo Justo de Zorzi (27 lipca 1921 w Santa Fe – 12 stycznia 1995) – piłkarz argentyński, obrońca.
W 1941 roku grał w klubie Rosario Central, z którym zajął w lidze ostatnie, 16. miejsce, oznaczające spadek do drugiej ligi. W 1943 roku powrócił razem z Rosario Central do pierwszej ligi i zdobył swoją pierwszą bramkę w Primera División – 5 września w przegranym 1:3 meczu z CA Platense. Na koniec tego sezonu Rosario Central zajął w 9. miejsce, a rok później 11. miejsce.
De Zorzi 6 stycznia 1945 roku zadebiutował w reprezentacji Argentyny w wygranym 5:2 meczu z Paragwajem. W tym samym roku za sumę 87 000 peso przeszedł do klubu Boca Juniors, w którym zadebiutował 8 kwietnia w wygranym 6:2 meczu z Atlanta Buenos Aires w ramach turnieju Copa Competencia Británica 1945.
Jako gracz klubu Boca Juniors wziął udział w turnieju Copa América 1945, gdzie Argentyna zdobyła tytuł mistrza Ameryki Południowej. De Zorzi zagrał w pięciu meczach - z Boliwią, Ekwadorem, Kolumbią, Chile i Brazylią.
W Boca Juniors de Zorzi grał do 1948 roku - ostatni mecz rozegrał 31 października przeciwko Newell's Old Boys Rosario (remis 1:1). W Boca Juniors rozegrał 115 meczów (10 235 minut) i zdobył 1 bramkę (30 września 1945 w wygranym 5:2 meczu z Newell's Old Boys). Grając w Boca Juniors de Zorzi trzy raz z rzędu został wicemistrzem Argentyny - w 1945, 1946 i 1947 roku.
W 10 minucie meczu Boca Juniors z San Lorenzo de Almagro (13 czerwca 1948 roku na La Bombonera) de Zorzi brutalnie wszedł w nogi napastnika rywali, René Pontoniego, doprowadzając do skomplikowanego złamania nogi. Pontoni po tym zdarzeniu nigdy już nie powrócił do dawniej prezentowanej klasy.
Łącznie w pierwszej lidze argentyńskiej de Zorzi rozegrał 170 meczów i zdobył 2 bramki, natomiast w reprezentacji Argentyny rozegrał 7 meczów.